# Atlético Futebol Clube
O Atlético Futebol Clube foi um clube de futebol brasileiro, com sede na cidade de Salvador, capital do estado da Bahia.
Fundado em 7 de maio de 1912, originou-se do Sport Club Santos Dumont, fundado em 1904. Após conquistar o título de 1912, o Atlético não disputou mais o campeonato, devido a criação de uma nova Liga no ano seguinte.

## Títulos
| Estaduais | Estaduais         | Estaduais | Estaduais  |
|           | Competição        | Títulos   | Temporadas |
|           | Campeonato Baiano | 1         | 1912       |
| --------- | ----------------- | --------- | ---------- |